# گیم فریک
گیم فریک (انگلیسی: Game Freak) شرکت بازی ویدئویی ژاپنی است، که در سال ۱۹۸۹ توسط ساتوشی تاجیری، کن سوگیموری و جونیچی ماسودا تأسیس شد.